# Рудольф Баумбах
Рудольф Баумбах (нім. Rudolf Baumbach; 28 вересня 1840 — 21 вересня 1905) — німецький поет. Писав під псевдонімами 'Paul Bach'.

## Короткий життєпис

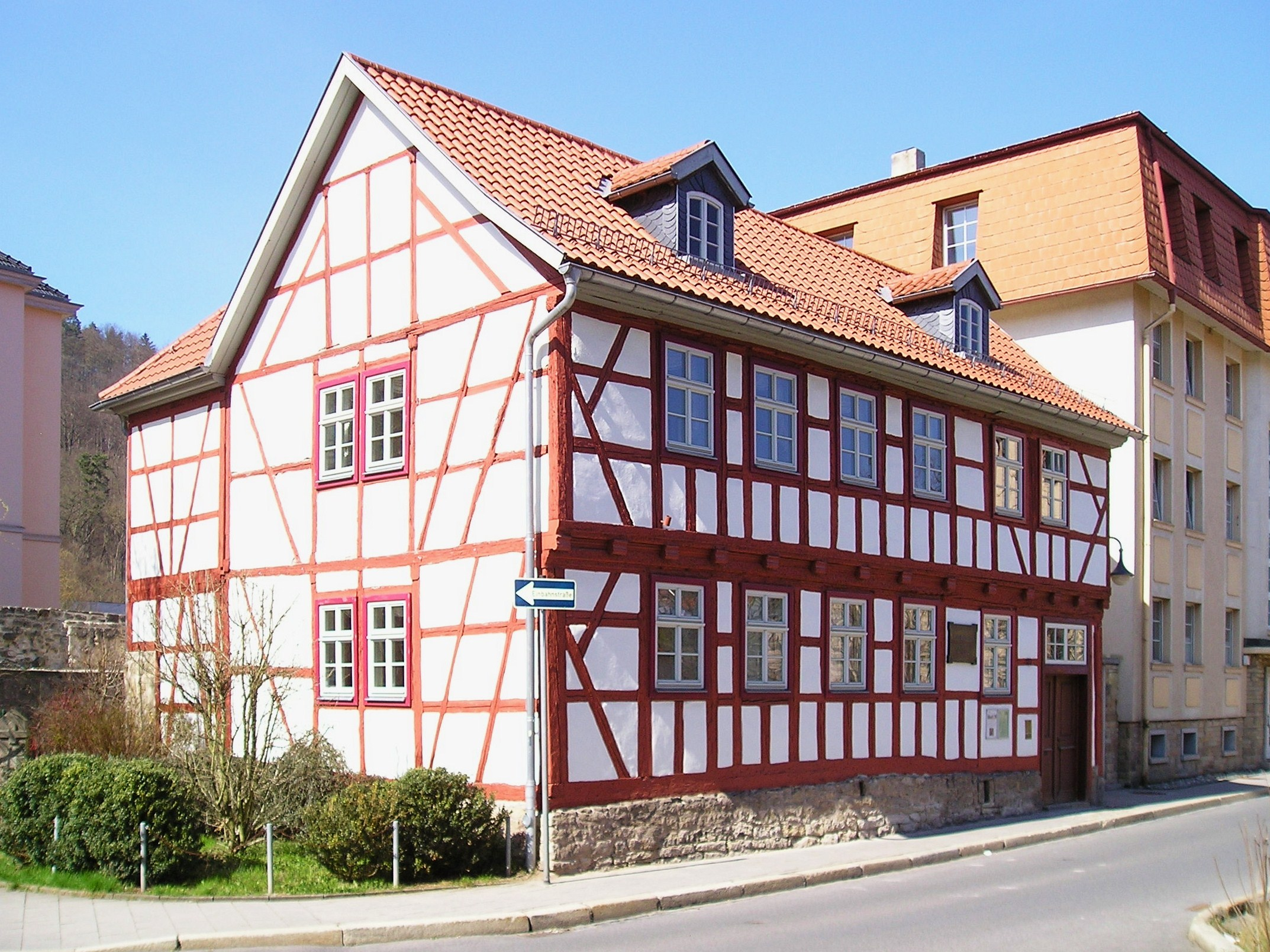
Будинок Рудольфа Баумбаха у Майнінгені, тепер Літературний музей „Baumbachhaus“

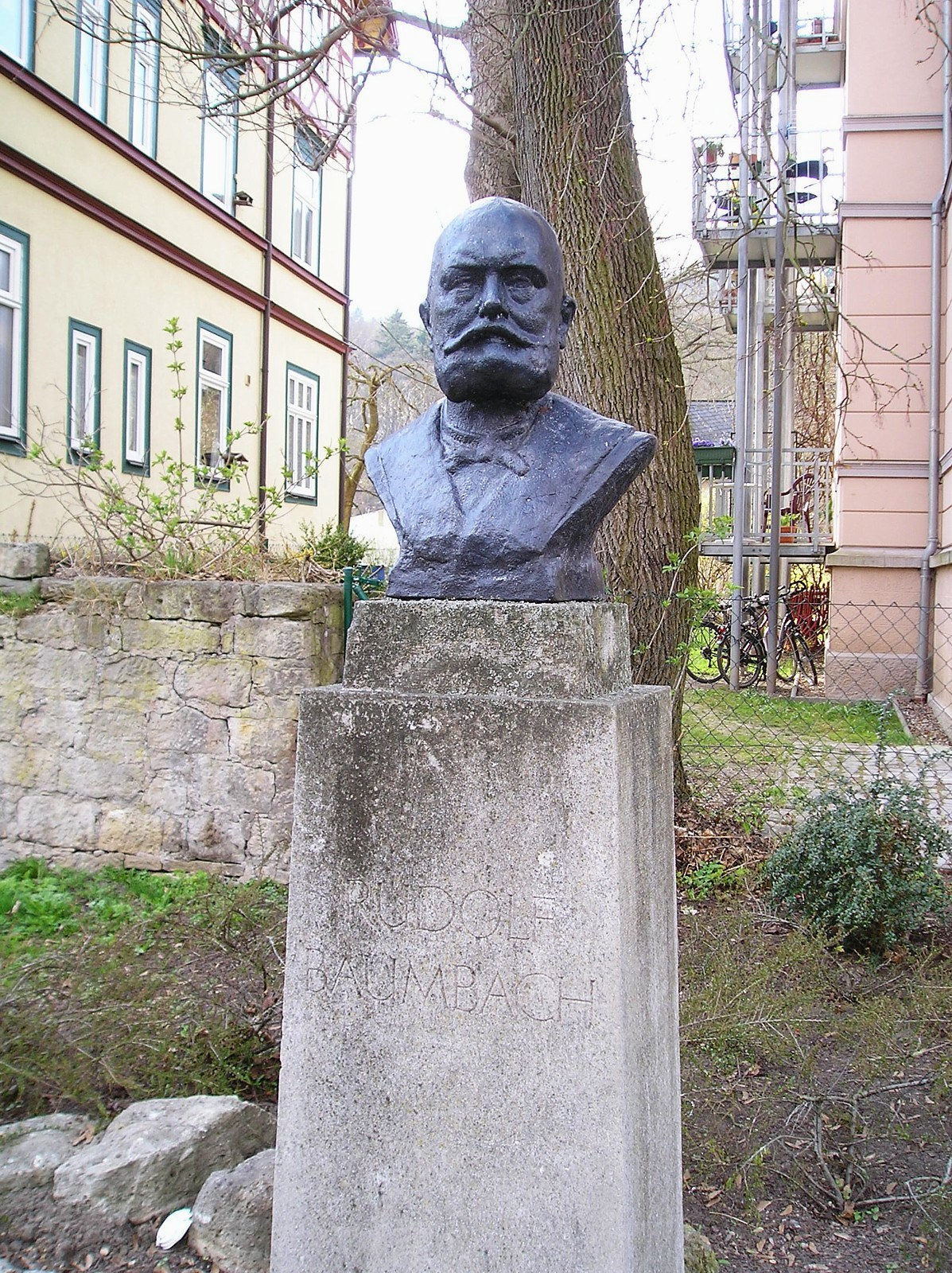
Памятник Рудольфа Баумбаха поруч з музеєм.

Рудольф Баумбах народився 28 вересня 1840 року в родині лікаря у Краніхфельді на Ільмі герцогства Саксен-Майнінген.
Коли Рудольфові було два роки родина переїхала до Майнінгена, де батько (Karl Julius Gustav Baumbach) став придворних лікарем герцога, але 1847 року помер, заразившись тифом від хворих. Відтоді вихованням Рудольфа займалася мати (Marie Luise Caroline), а також дід і баба.
В роках 1850-60 навчався у гімназії. Маючи талант до малювання, хотів стати художником, але родичі стали на заваді його планів. Отож, після закінчення гімназії Рудольф Баумбах вступив до Ляйпцизького університету, де вивчав природничі науки. Пізніше вчився у Вюрцбурзі і Гайдельберзі, де захистив докторську дисертацію.
Свою наукову діяльність розпочав у Ботанічному інституті Фрайбурга але через бідність, мав залишити роботу і почав працювати домашнім вчителем у Відні, Брюнні, Граці, Трієсті. Пережив нещасливе кохання знову-таки через бідність і після цього його сердечні справи не турбували. Перебуваючи у Трієсті, вступив до Альпійського союзу і відновив свою дослідницьку роботу, вивчаючи рослинність Альп. Союз видавав свою газету і в ній Рудольф Баумбах спробував свої сили як письменник. Несподівано прийшов успіх і він залишив роботу вчителя, забезпечуєчи своє життя гонорарами за публікації. Маючи вже трохи грошей, 1885 року повернувся до Майнінгена, відтоді там і жив з мамою і сестрами. 1888 року герцог надав йому звання придворного радника. В цей час він багато мандрував, але 1895 року переніс інсульт і вже не міг займатися літературною діяльністю. Помер Рудольф Баумбах у 1905 у Майнінгу. Про нього в місті нагадує музей у його колишньому будинку і погруддя у скверику поруч.

## Літературна діяльність

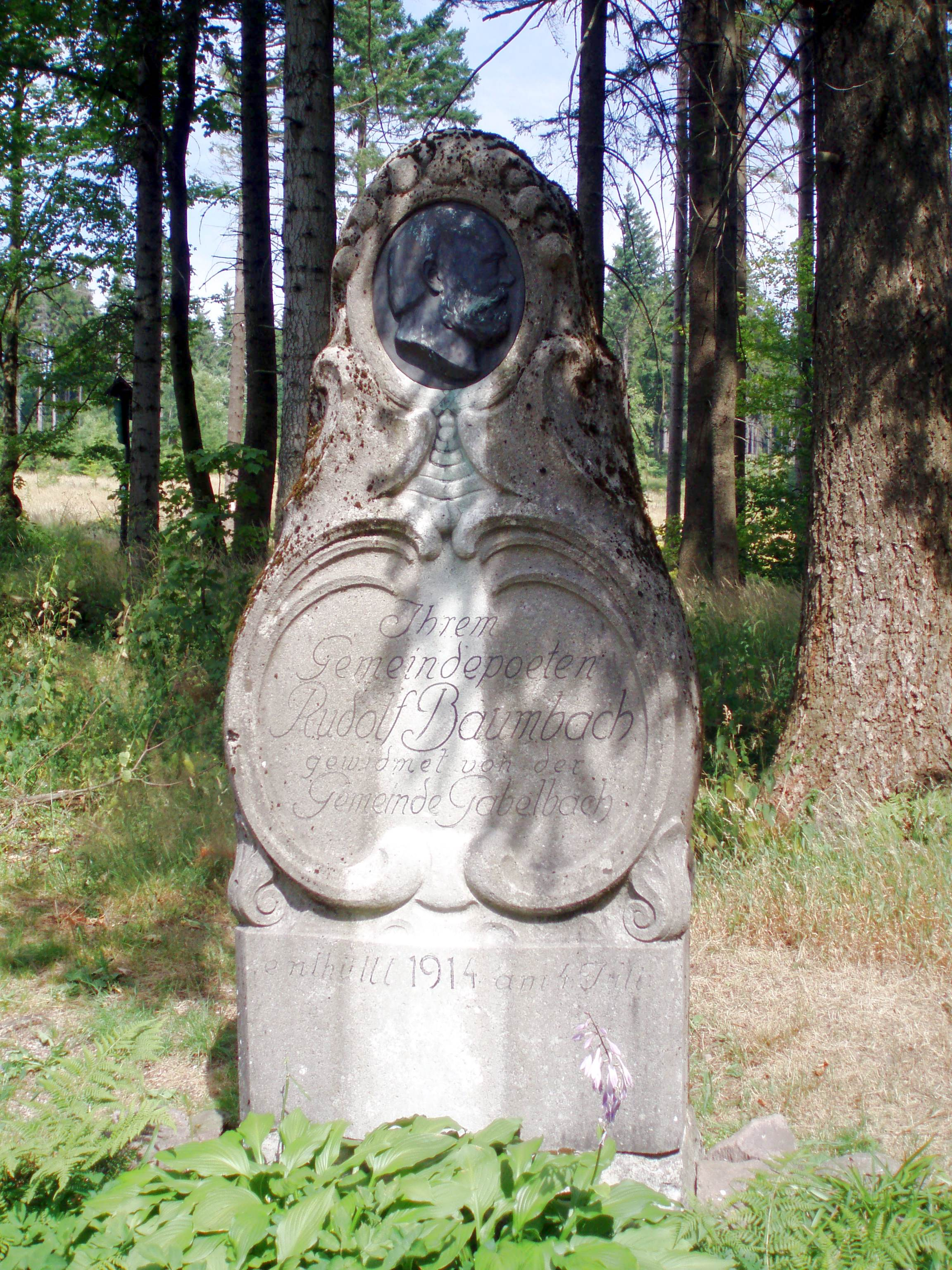
Пам'ятник Рудольфу Баумбаху у мисливському будиночку Габельбаху.

Твори Рудольфа Баумбаха відрізняються простотою і природністю. В них він відобразив своє розчарування в коханні, але не тільки. Ведучи холостяцьке життя, не втрачав доброго гумору, любив бувати у добрій компанії з вином і піснями, що теж знайшло свій відбиток у його численних віршах, новелах, казках. Його багатий творчий талант почав розвиватися у гумористичних оповіданнях для газети Альпійського союзу, за якими послідували більш серйозні речі, з яких можна відзначити альпійську легенду "Златорог". В ній добре відбита його любов до природи до людей Словенії, де він тоді проживав. З цього твору і почалися його творчі успіхи. Читачам подобалися його життєрадісні, часом романтичні, часом зухвалі вірші. Новий успіх приніс Баумбаху роман "Оманливе золото" (Truggold), опублікований у 1878 р. Повернувшись до омріяної батьківщини, він написав цілу серію мелодичних і ритмічних віршів, покладених на музику багатьма композиторами, серед яких Франц Абт, Альбан Берг, Ферруччо Бузоні, Фелікс Дрезеке, Вільгельм Кінцль, Едуард Кремзер, Макс Регер, Лео Фалль, Александр фон Філіц, Роберт Фішхоф, Франц Шрекер та інші. Багато з них стали народними піснями, друкувалися у студентських збірниках, словом, вже не належали автору, як та стріла, випущена стрільцем із лука за метафоричним виразом Г. Гейне. А казки Рудольфа Баумбаха подобаються дітям і досі.

## Твори

### Епічні твори
- Zlatorog (1876) - "Златорог"
- Frau Holde (1880) - "Пані Гольде"
- Horand  und Hilde (1881) - "Горанд і Гільда"
- Der Pathe des Todes (1884) - "Пафос смерті"
- Kaiser Max und seine Jäger (1888) - "Імператор Макс і його мисливці"

### Романи, оповідання, казки
- Trug-Gold (1878; Zeitschriftenpublikation schon 1876 unter dem Titel Die Goldmacher) - "Оманливе золото". Газетний варіант вийшов у же в 1876 р. під назвою "Виробник золота".
- Trug-Gold : Erzählung aus dem siebzehnten Jahrhundert. Goldschmidt, Berlin 1887 - "Оманливо золото": Оповідання з сімнадцятого століття".
- Sommermärchen (1881) -"Літні казки"
- Abenteuer und Schwänke (1883) - "Пригоди і вихватки"
- Erzählungen und Märchen (1885) -"Оповідання і казки".
- Es war einmal (1889) - "Було колись"
- Neue Märchen (1892) - "Нові казки".
- Aus der Jugendzeit (1893; vier Novellen aus den 1870ern) - "З молодих років". Чотири новели.

### Пісні
- Lieder eines fahrenden Gesellen (1878) — «Пісні мандрівного батяра»
- Der Wagen rollt (1879). Gedicht — «Віз котиться». Вірш.
- Schwört bei dieser blanken Wehre (1879) — «Клянеться при цій голій зброї».
- Spielmannslieder (1881) — «Пісні сурмача»
- Mein Frühjahr (1882) — «Моя весна».
- Von der Landstraße (1882) — «Від сільської вулиці».